# Шоџи Џо
Шоџи Џо (јап. 城 彰二; 17. јун 1975) бивши је јапански фудбалер. Укупно је одиграо 396 утакмица, постигао 141 гол и укупно на терену је провео 989 минута. Од 2008. године ради на телевизији као фудбалски коментарор и тим послом се бави до данас.

## Каријера
Он је рођен на острву Хокаидо и почео фудбалску каријеру у ЈЕФ Јунајтед Ичихара 1994. године. У својој првој сезони постигао је дванаест голова, а свој први гол је уписао на дебију против Гамба Осака 12. марта. Прва утакмица коју је играо у националном тему била је пријатељска утакмица против Парагваја.
Након три сезоне са ЈЕФ Јунајтед Ичихара, Џо прелази у Јокохама Ф. Маринос 1997. Након Јокохаме Џо прелази у Шпанију Ла лигу у Реал Ваљадолид где игра петнаест утакмица и постиже два гола. Након Шпаније Џо 2000. године поново се враћа у Јапан где се поново враћа у Јокохама Ф. Маринос и игра за њих још 2 године, а онда иде у истолигашки клуб Висел Кобе где игра двадесетпет утакмица и постиже само један клуб и након тога их Џо више није могао инпресионирати те га продају Јокохама где остаје три године за тај период игра 151. утакмицу и постиже четрдесетчетири гола. Фудбалску каријеру је завршио 2006. године а од 2008. почиње да ради на телевизији као фудбалски коментатор и тај посао ради до данас.

## Статистика
| Јапан  | Јапан | Јапан |
| Године | Ута.  | Гол.  |
| ------ | ----- | ----- |
| 1995   | 1     | 0     |
| 1996   | 3     | 0     |
| 1997   | 13    | 4     |
| 1998   | 10    | 1     |
| 1999   | 5     | 0     |
| 2000   | 2     | 2     |
| 2001   | 1     | 0     |
| Укупно | 35    | 7     |